# Le Morne-Vert

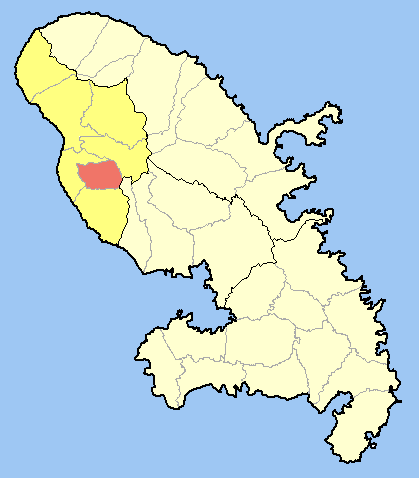
Situació de Le Morne-Vert

Le Morne-Vert és un municipi francès, situat a la regió de Martinica. El 2009 tenia 1.914 habitants. Aquest municipi, encimbellat als peus dels picss Carbet està en l'eix Fort-de-France - Saint-Pierre. Oferix un majestuós paisatge de muntanyes cobertes de bosc tropical que domina el Mar Carib.

## Clima
El clima és tropical. Temperatures més fredes a la costa de preservar el lloc dels mosquits. Molts albergs ofereixen als viatgers habitacions on es pot gaudir de les càlides nits de descans, a 15 minuts de les platges de sorra negra Carbet.

## Demografia
|                          | 1.710 | 1.692 | 1.751 | 1.833 | 1.934 | 1.872 | 1.881 |
| segons defineix l'INSEE. |       |       |       |       |       |       |       |

## Administració
| Període   | Identitat      | Partit |
| --------- | -------------- | ------ |
| 1989-2013 | Marcel Maurice |        |
| 2013-     | Lucien Saliber |        |

## Personatges il·lustres
- Gregory Lessort, jugador de bàsquet